# Esposende (Cenlle)
Esposende (llamada oficialmente Santa Mariña de Esposende) es una parroquia y un lugar del municipio español de Cenlle, en la provincia de Orense, Galicia.

## Toponimia
La parroquia también es conocida por el nombre de Santa Marina de Esposende.

## Organización territorial
La parroquia está formada por seis entidades de población, constando una de ellas en el nomenclátor del Instituto Nacional de Estadística español:
- Campo (O Campo)
- Casardomato (Casar do Mato)
- Esposende
- Olivar (O Olivar)
- Santa Marina (Santa Mariña)
- Torre (A Torre)

## Demografía
Gráfica demográfica del lugar y parroquia de Esposende según el INE español:
| Gráfica de evolución demográfica de Esposende entre 2000 y 2022 |
|                                                                 |
| Datos según el nomenclátor publicado por el INE.                |